# Federació Etíop de Futbol
La Federació Etíop de Futbol (EFF) —en Amharic: የኢትዮጵያ እግር ኳስ ፌዴሬሽን— és la institució que regeix el futbol a Etiòpia. Agrupa tots els clubs de futbol del país i es fa càrrec de l'organització de la Lliga etíop de futbol i la Copa. També és titular de la Selecció de futbol d'Etiòpia absoluta i les de les altres categories.
Fou membre fundador de la Confederació Africana de Futbol (CAF).
Va ser formada el 1943.
- Afiliació a la FIFA: 1952
- Afiliació a la CAF: 1957